# BALTOPS

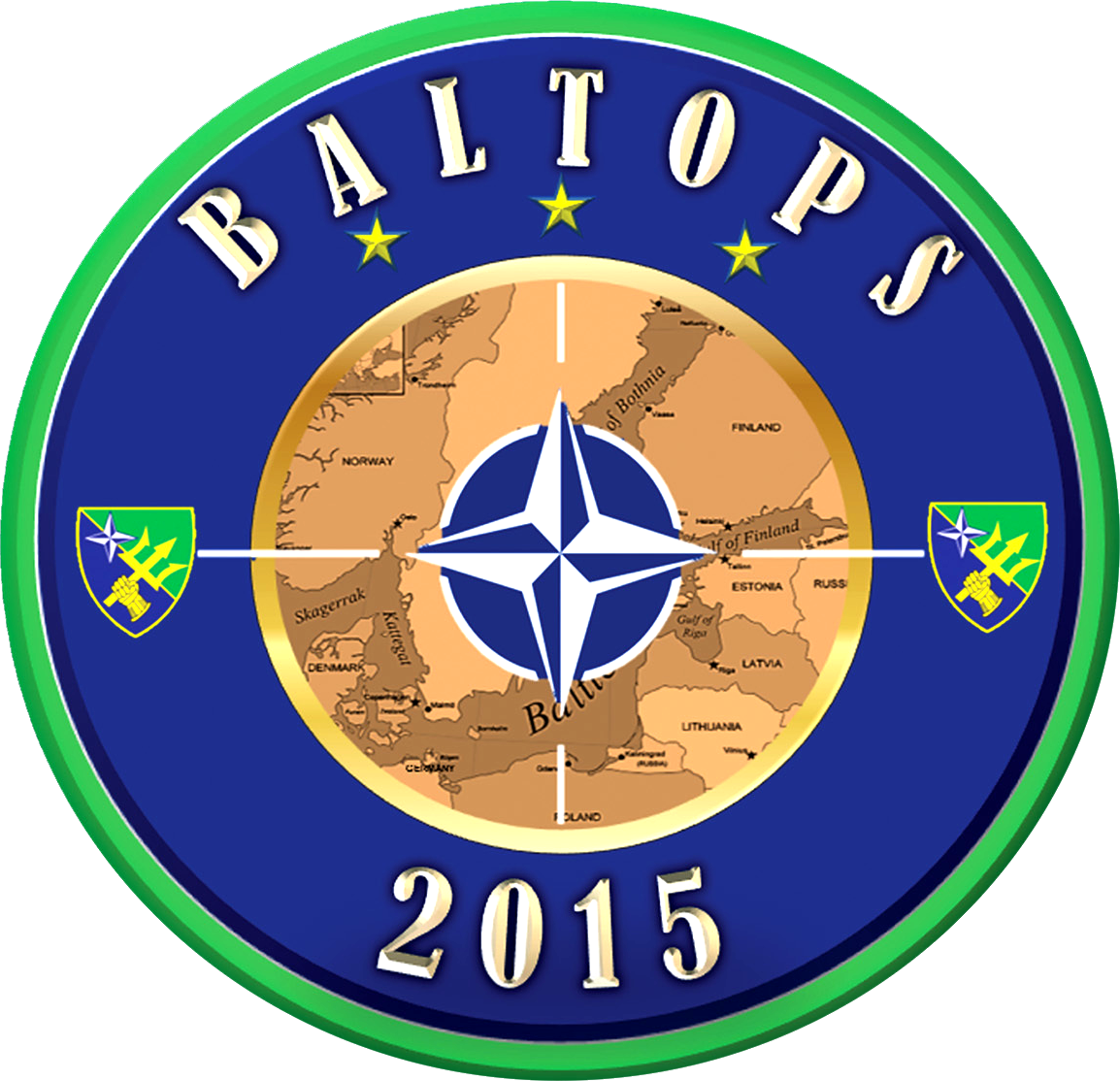
Logo BALTOPS 2015 de l'OTAN.

BALTOPS (Baltic Operations) est un exercice militaire annuel, organisé et parrainé depuis 1971 par le commandant des forces navales des États-Unis en Europe dans la mer Baltique et les régions qui l'entourent.
Les exercices BALTOPS consistent en des entraînements impliquant l'artillerie, le ravitaillement en mer, la lutte anti-sous-marine, le suivi et l'interception radar, la lutte contre les mines, le matelotage, la recherche et le sauvetage, les opérations de blocus maritime et les scénarios traitant de crises potentielles du monde réel et de sécurité maritime.

## BALTOPS dans les années 1980 et 1990
En 1985, le commandant de l'escadron de destroyers 14 a été chargé d'assurer la liberté de navigation dans la Baltique et le soutien étasunien aux pays de l'OTAN d'Europe du Nord. La mission du premier BALTOPS était de « montrer le drapeau » pour maintenir le droit des États-Unis à naviguer dans les eaux internationales, même celles situées proches de l'air d'influence de l'Union soviétique. BALTOPS 85 a ajouté l'objectif d'accroître la compétence tactique de la marine étasunienne dans un environnement maritime et aérien stratégiquement vital et difficile. Pour ce faire, le commandant de l'escadron de destroyers 14 s'est vu attribuer un groupe d'action de surface composé de six navires : USS Ticonderoga (CG-47), USS Iowa (BB-61), USS Aylwin (FF-1081), USS Halyburton (FFG-40), USS Pharris (FF-1094) et USS Merrimack (AO-179).
Fin juin 1990, le contre-amiral Thomas D. Paulson, commandant du deuxième groupe de croiseurs-destroyers, dirigeait l'USS Harry E. Yarnell (CG-17) et l'USS Kauffman (FFG-59) pour visiter la Pologne en collaboration avec BALTOPS 90. Leur escale à Gdynia représentait la première visite de navires de la marine américaine en Pologne depuis 1927.
Depuis 1993, la Pologne est un contributeur majeur au programme de l'OTAN appelé Partenariat pour la paix, qui vise à renforcer et à créer la confiance entre les anciens États occupés par l'Union soviétique (Estonie, Lettonie, Lituanie), ses anciens satellites (Bulgarie, République tchèque, Hongrie, Pologne, Roumanie, Slovaquie et Slovénie) et l'OTAN. Tous ces États ont depuis obtenu leur adhésion à l’OTAN.
Les participants communs sont (mais sans s'y limiter) : leCanada, le Danemark, l'Estonie, la Finlande, la France, l'Allemagne, la Lettonie, la Lituanie, les Pays-Bas, la Pologne, la Russie, la Suède, le Royaume-Uni, et les États-Unis d'Amérique (pays assurant le commandement).
Le 26e exercice maritime annuel Baltic Operations (BALTOPS) 98 dans la mer Baltique occidentale a eu lieu du 8 au 19 juin 1998. Au cours de l'exercice, le commandant du groupe aéronaval huit a commandé l'exercice depuis l'USS Vella Gulf.

## BALTOPS 2008 (36e)

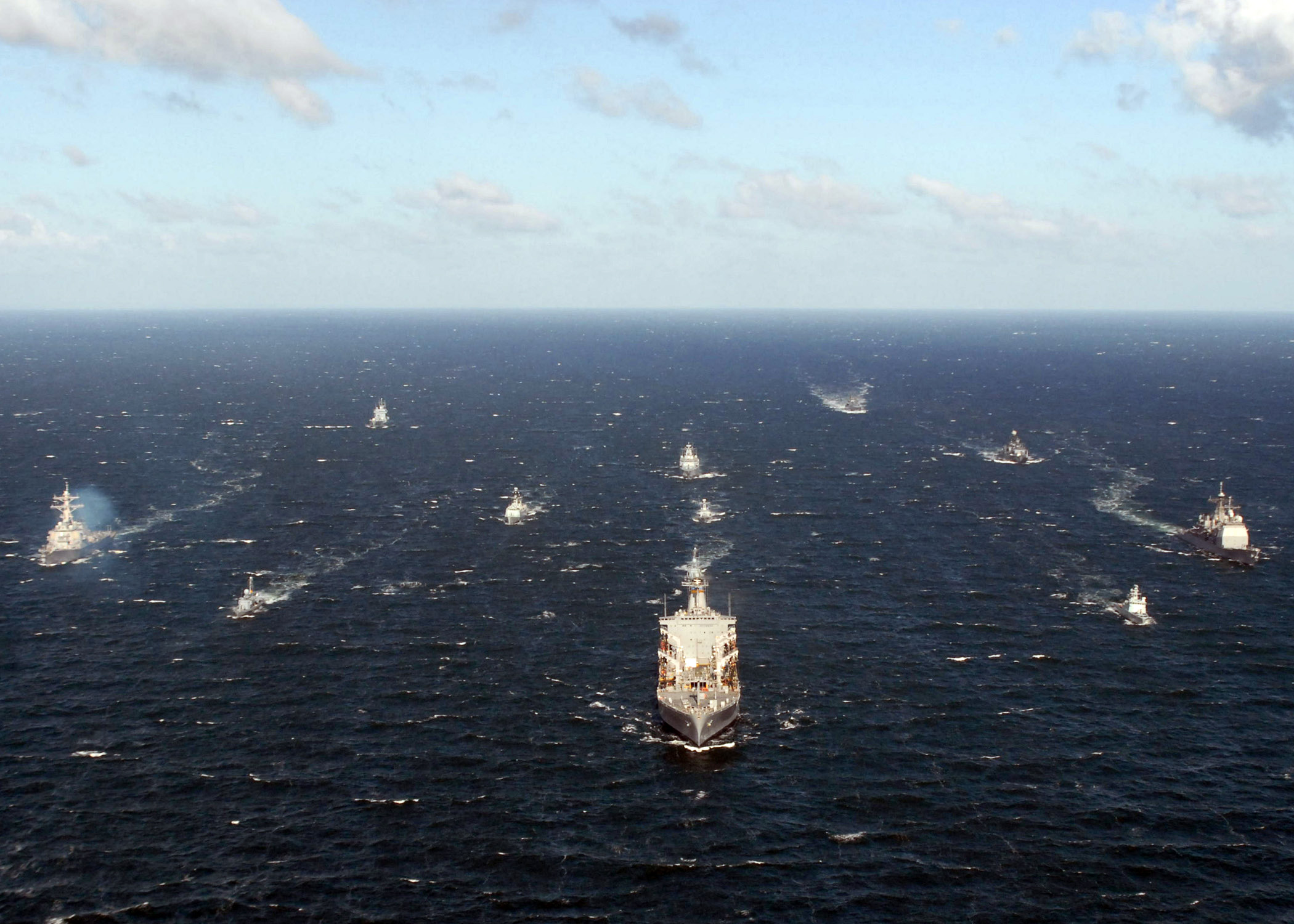
Des navires de différentes marines participant à BALTOPS 2008 se mettent en formation (11 juin 2008)

BALTOPS 2008 s'est déroulé du 8 au 18 juin 2008. Son objectif était de promouvoir la compréhension mutuelle, la confiance, la coopération et l’interopérabilité entre les forces et le personnel des nations participantes, ainsi que de soutenir la formation des unités et du personnel nationaux par le biais d’une série d’exercices. BALTOPS 2008 comprenait des navires de surface, des sous-marins, des avions et des forces terrestres du Danemark, de l'Estonie, de la Finlande, de la France, de l'Allemagne, de la Lettonie, de la Lituanie, de la Norvège, de la Pologne, de la Russie, de la Suède, du Royaume-Uni et des États-Unis,.
Le contre-amiral Daniel P. Holloway a supervisé BALTOPS 2008, et le croiseur lance-missiles Gettysburg a servi de navire amiral pendant cet exercice. Le Gettysburg était accompagné du destroyer lance-missiles Cole et du pétrolier Patuxent dans le cadre du groupe de travail 369.4 de la marine américaine,,. Après la de l'exercice, le Cole a fait escale à Stockholm, en Suède, le 27 juin 2008, et le Gettysburg a quant à lui fait escale à Kiel, en Allemagne,. Le Gettysburg est rentré à la base navale de Mayport, en Floride, le 14 juillet 2008, achevant ainsi un déploiement de deux mois pour le groupe aéronaval douze.

## Galerie

BALTOPS
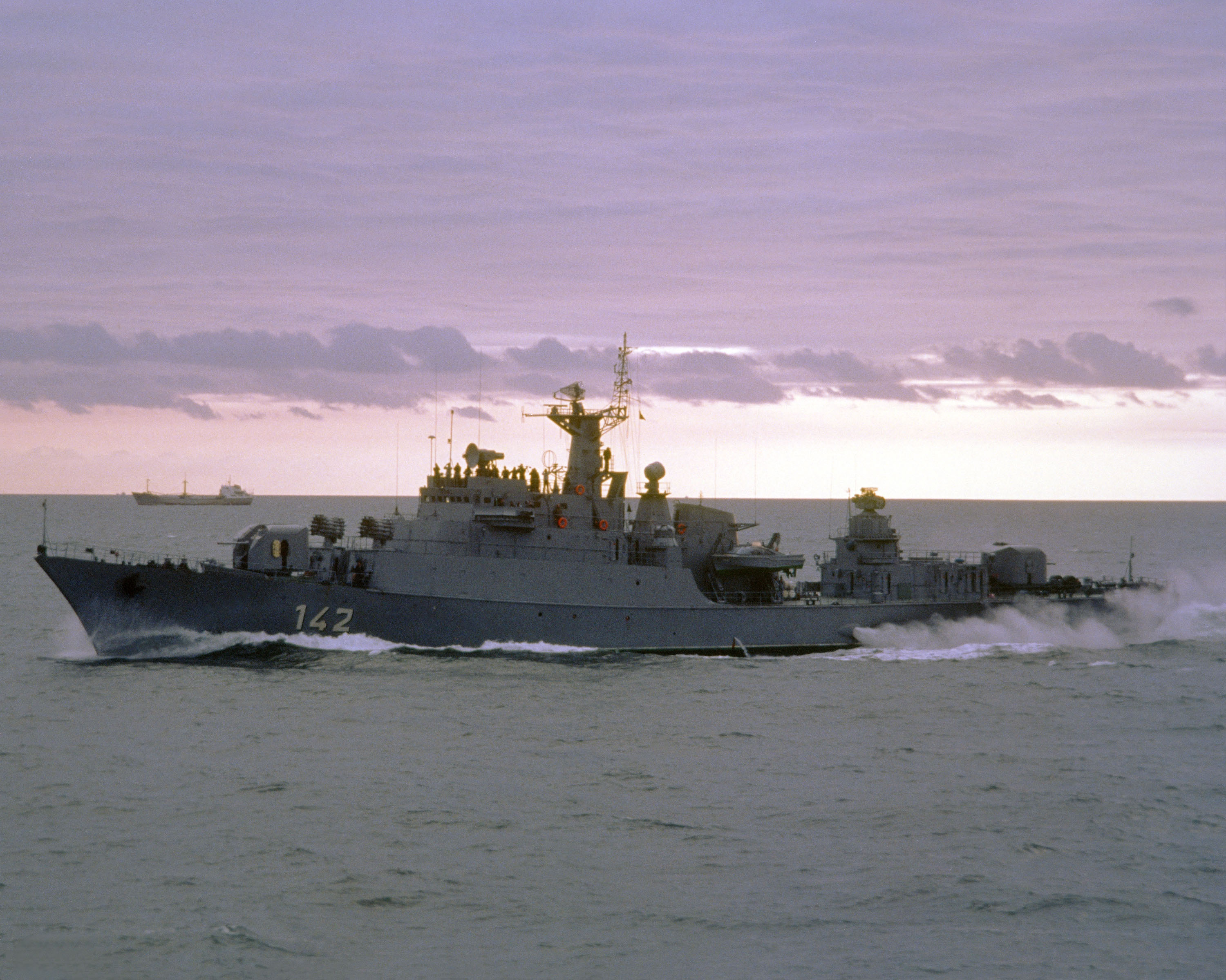
La frégate de classe Koni Berlin de l'Allemagne de l'Est en cours de navigation lors de l'exercice OTAN BALTOPS 85, le 1er octobre 1985
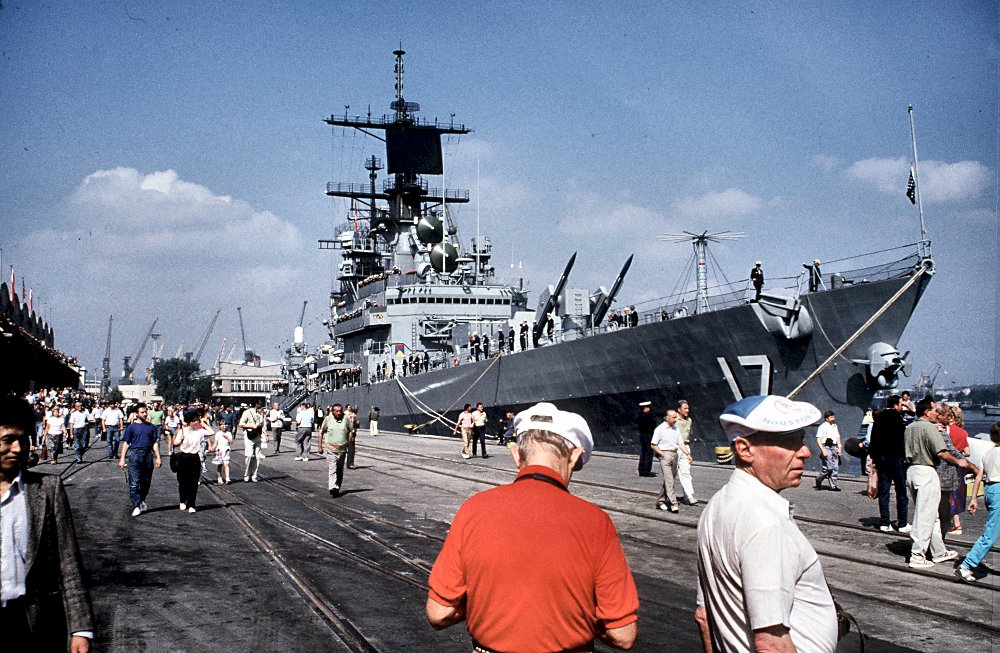
L'USS Harry E. Yarnell à Gdynia pendant BALTOPS 90
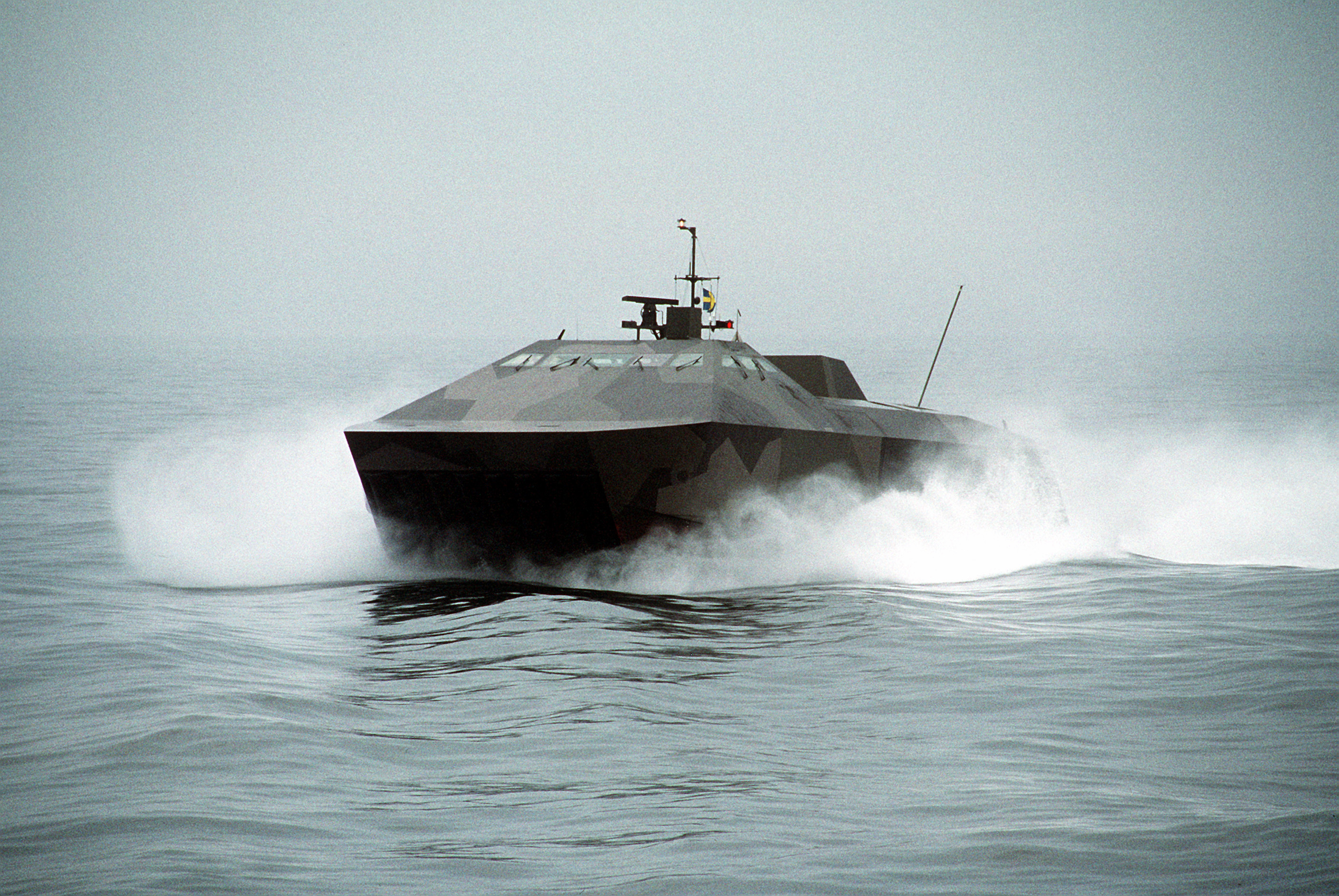
Le HSwMS Smyge en cours de vol lors de l'opération BALTOPS 94, le 7 juin 1994
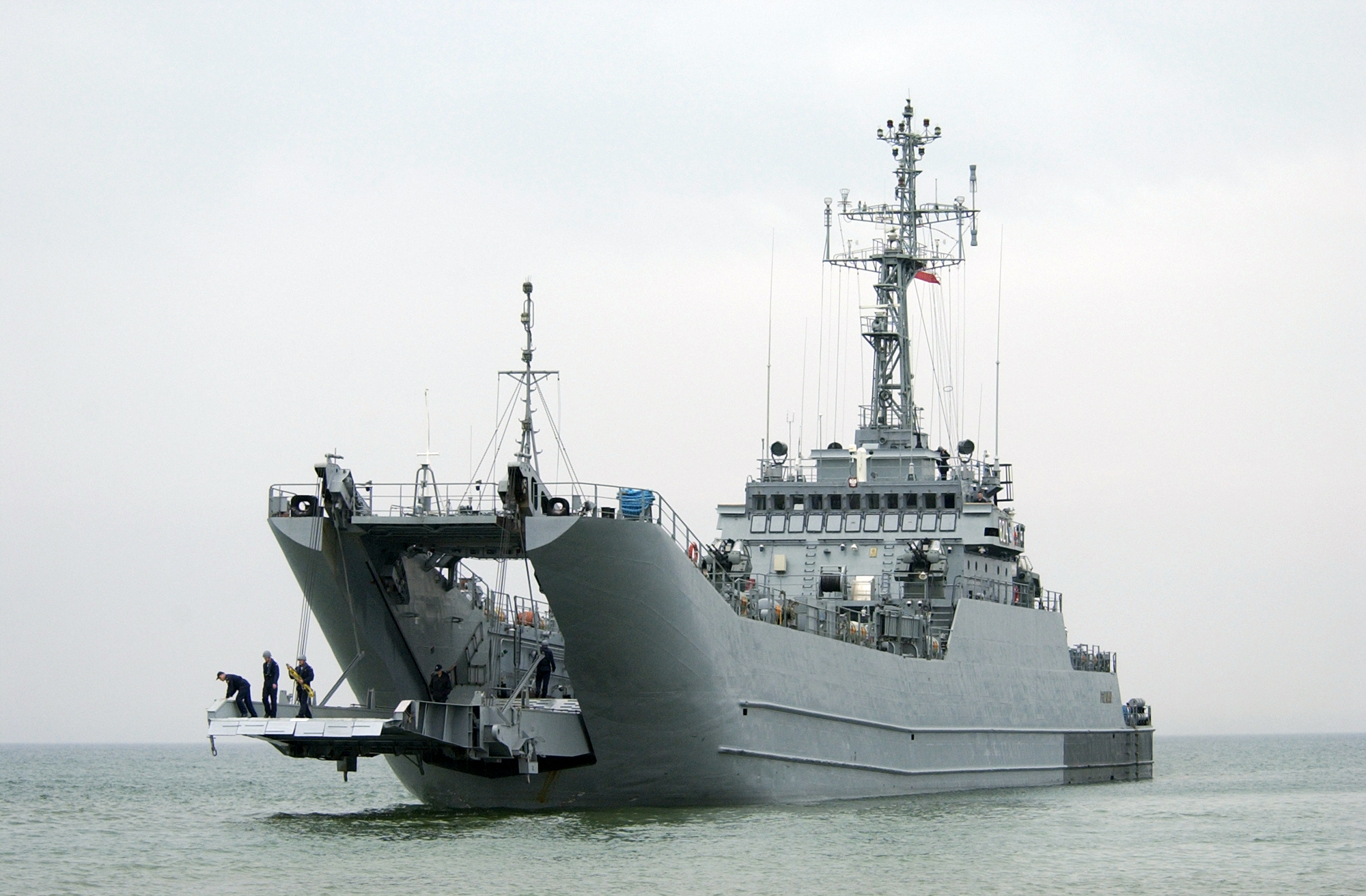
L'ORP Poznań pendant BALTOPS 04
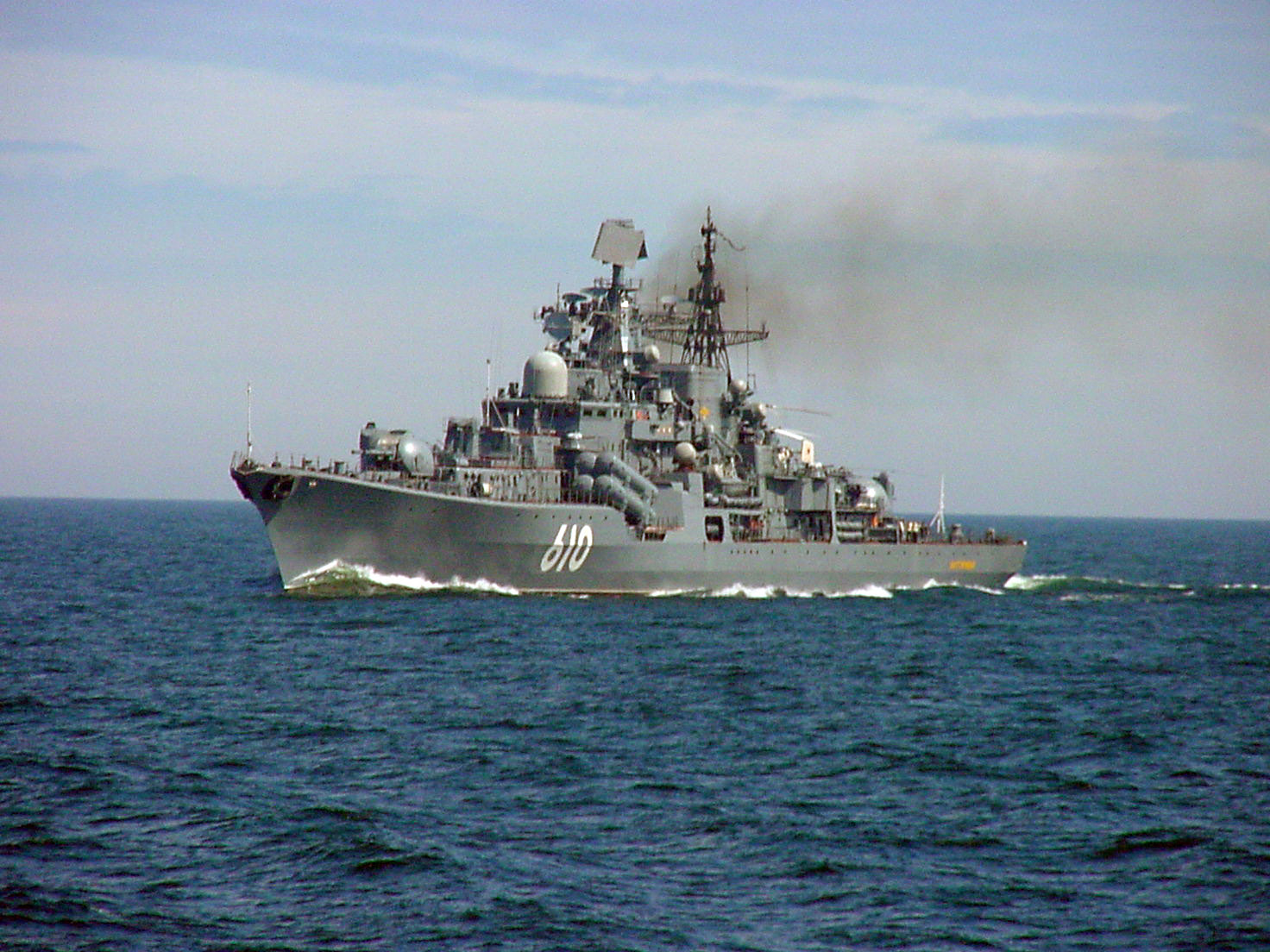
La vaisseau de la marine russe Nastoychivyy est en cours pendant le BALTOPS 05
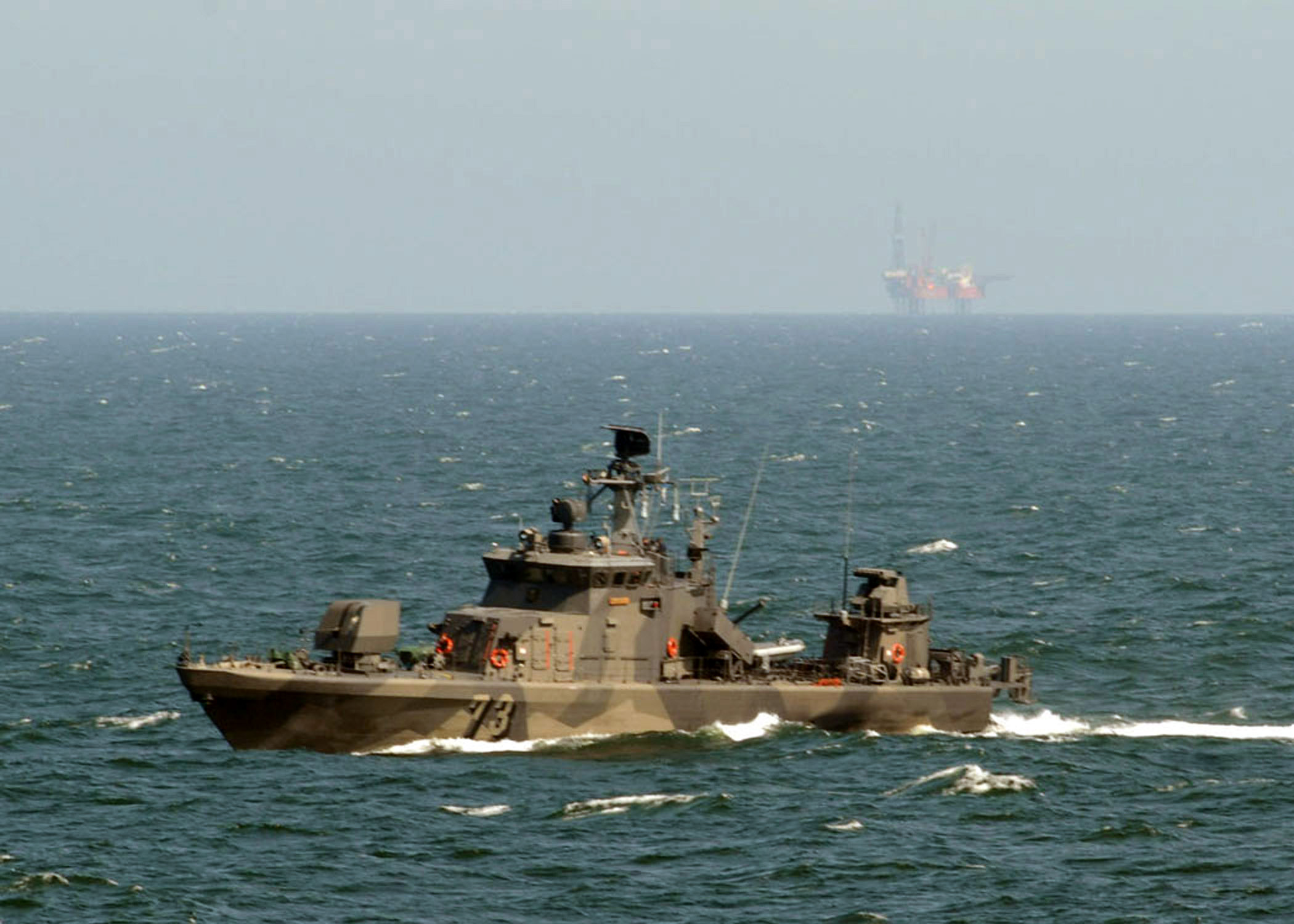
Le Naantali de la marine finlandaise en route pendant BALTOPS 08
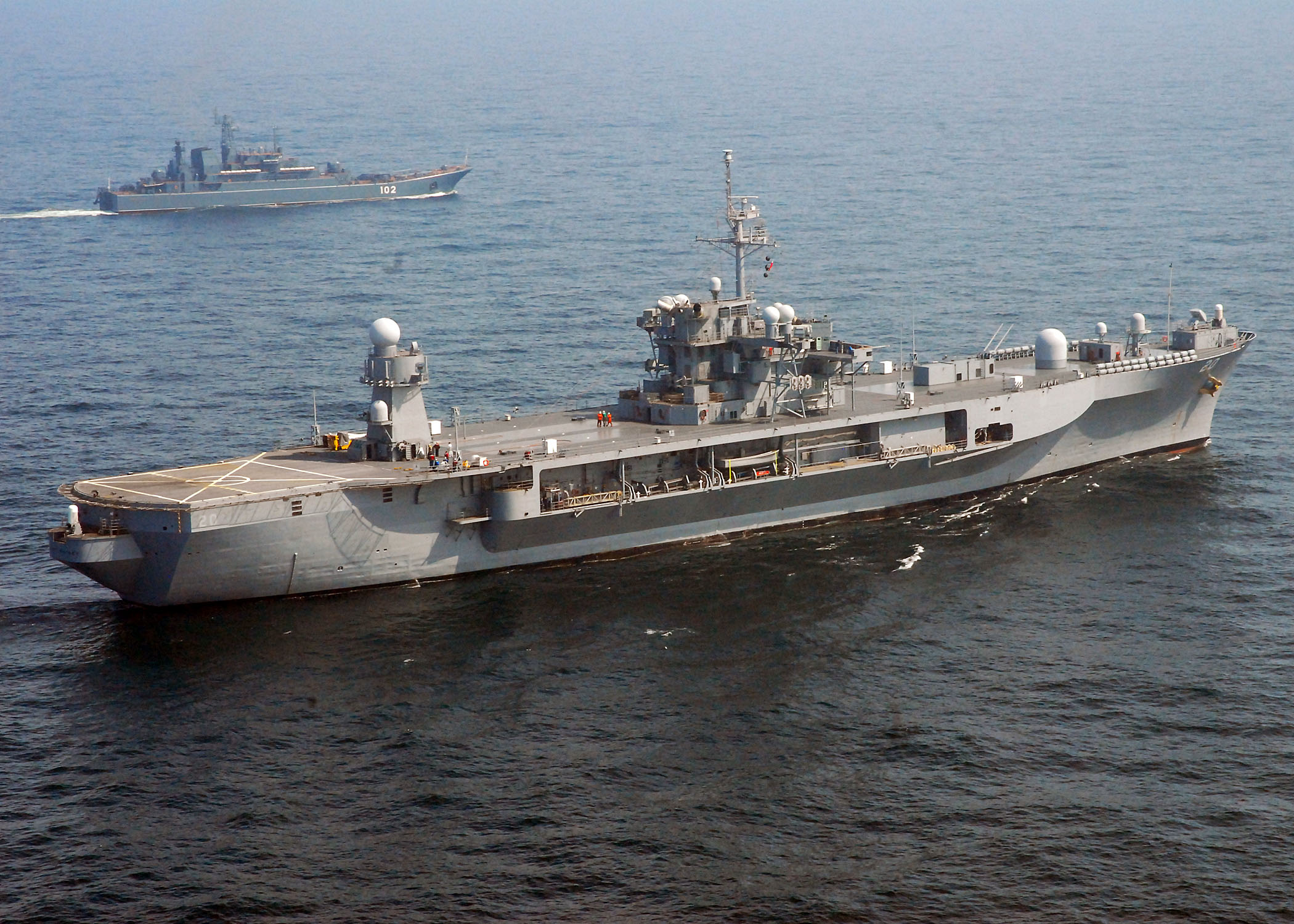
L'USS Mount Whitney pendant BALTOPS 10
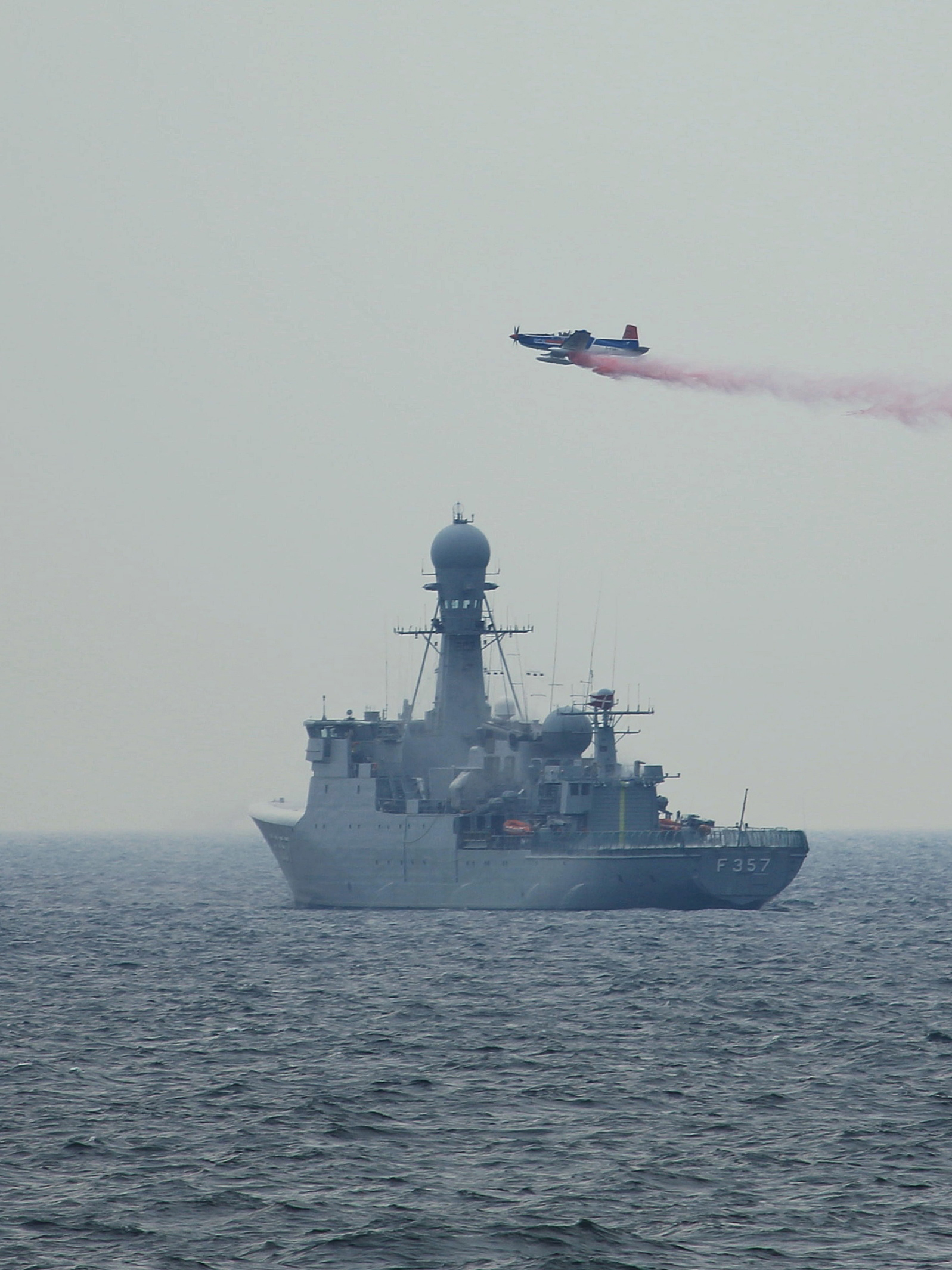
Un Pilatus PC-9 simule une attaque chimique aéroportée contre le HDMS Thetis (F357) de la marine royale danoise lors de BALTOPS 13, le 13 juin 2013.
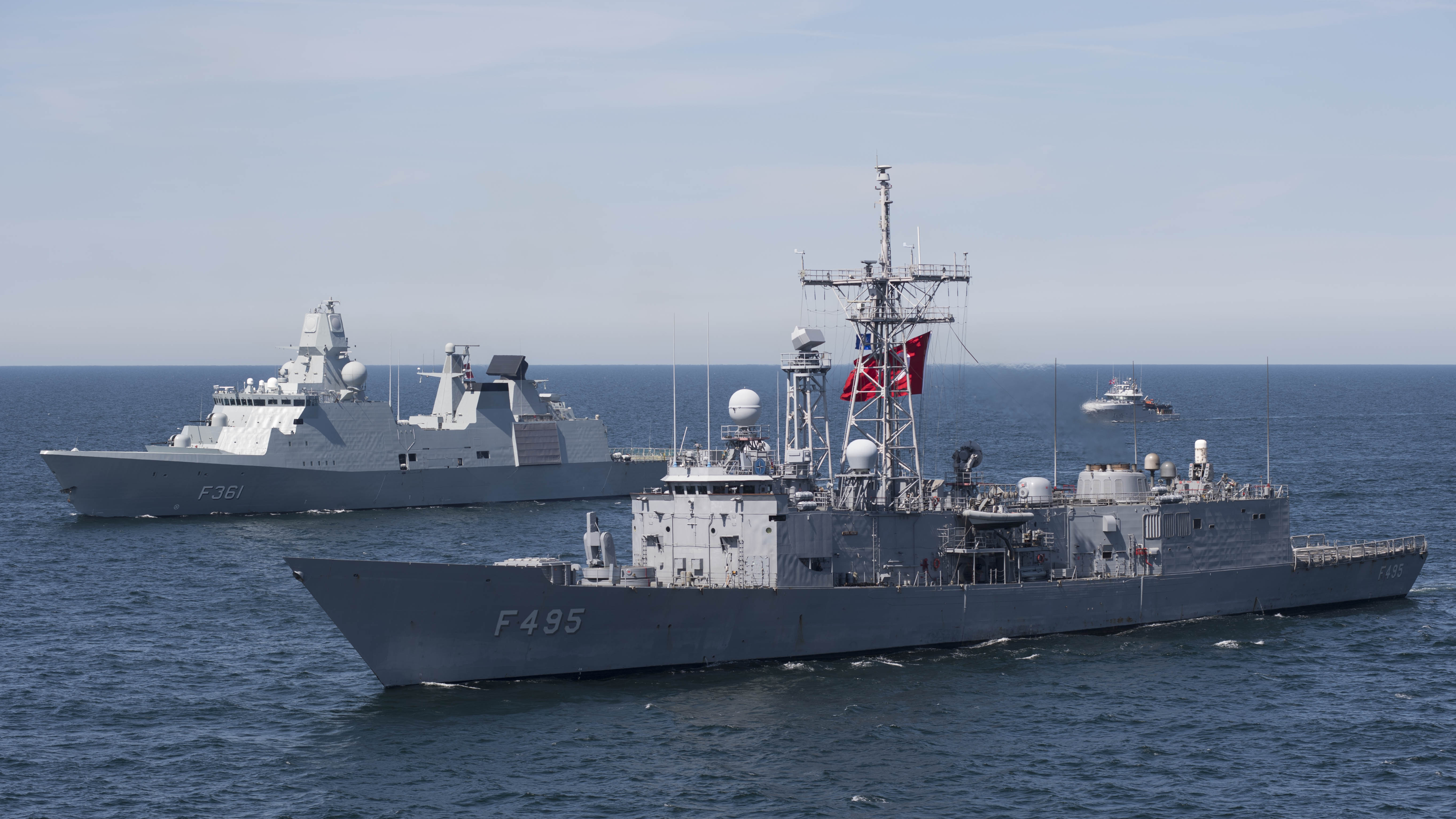
Les TCG Gediz et HDMS Iver Huitfeldt lors de BALTOPS 19, le 9 juin 2019
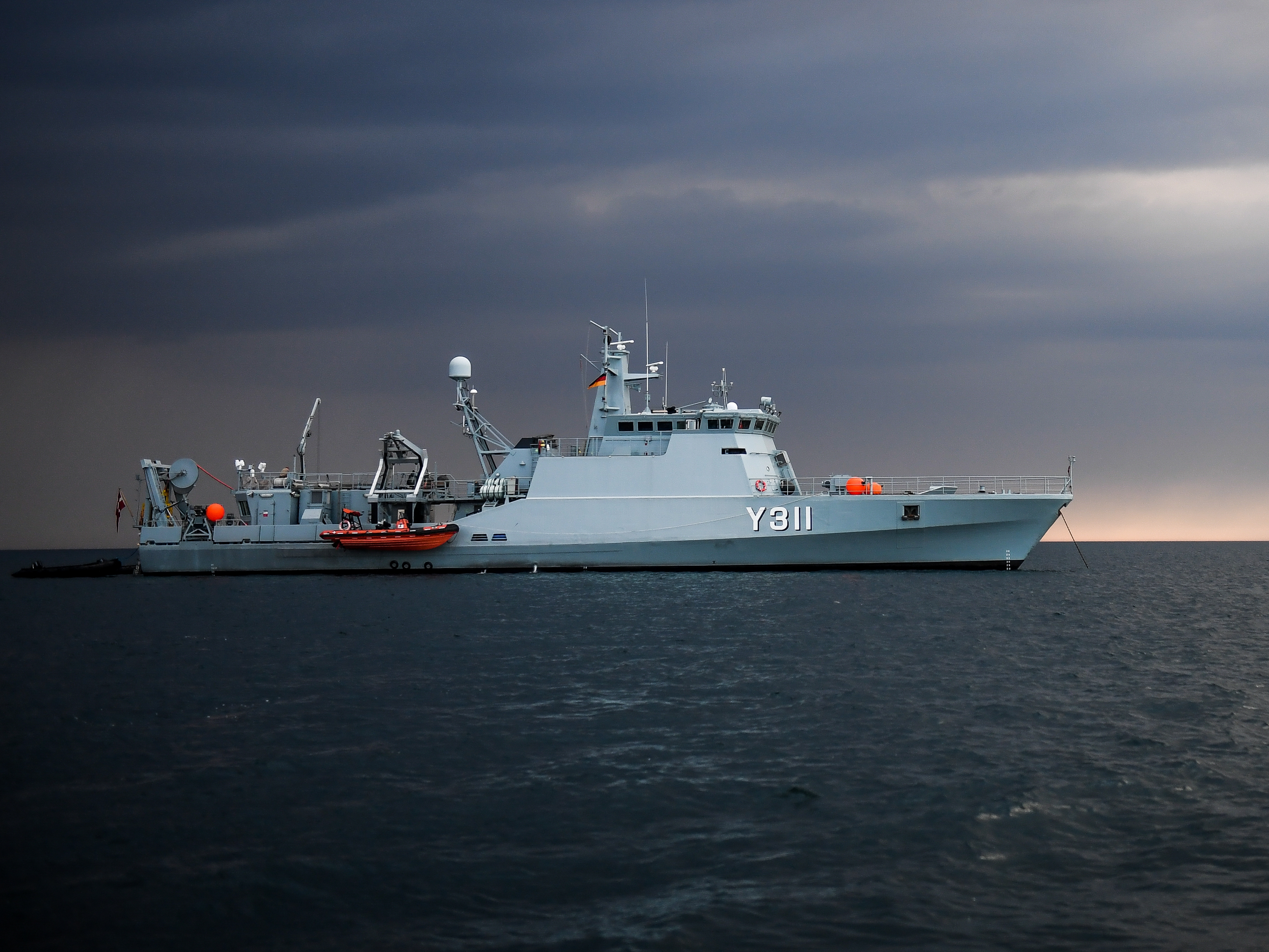
Navire de patrouille de la Marine royale danoise Søløven au mouillage lors du BALTOPS 19, le 16 juin 2019
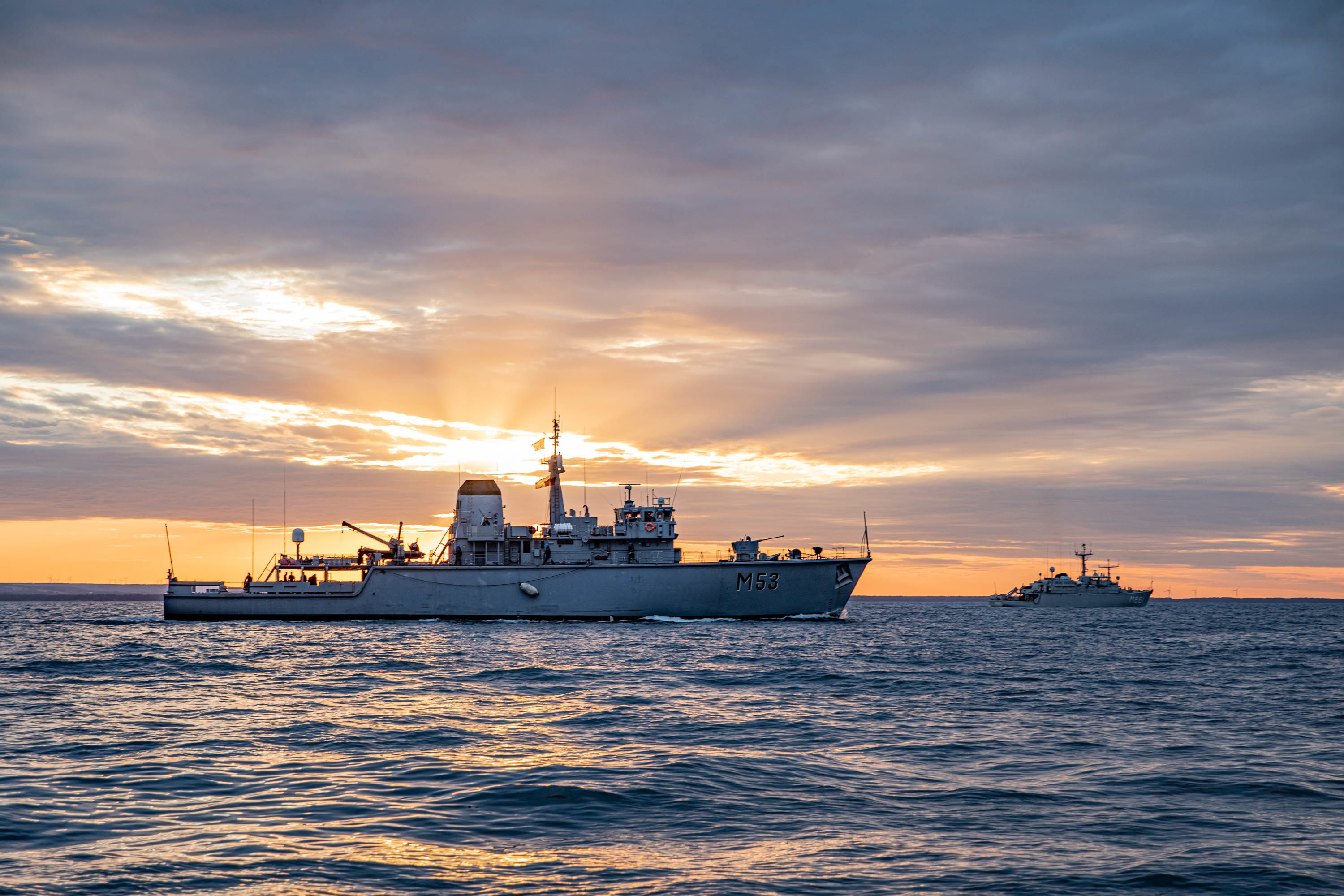
Chasseur de mines de classe Hunt Skalvis de la marine lituanienne lors de l'exercice BALTOPS 20
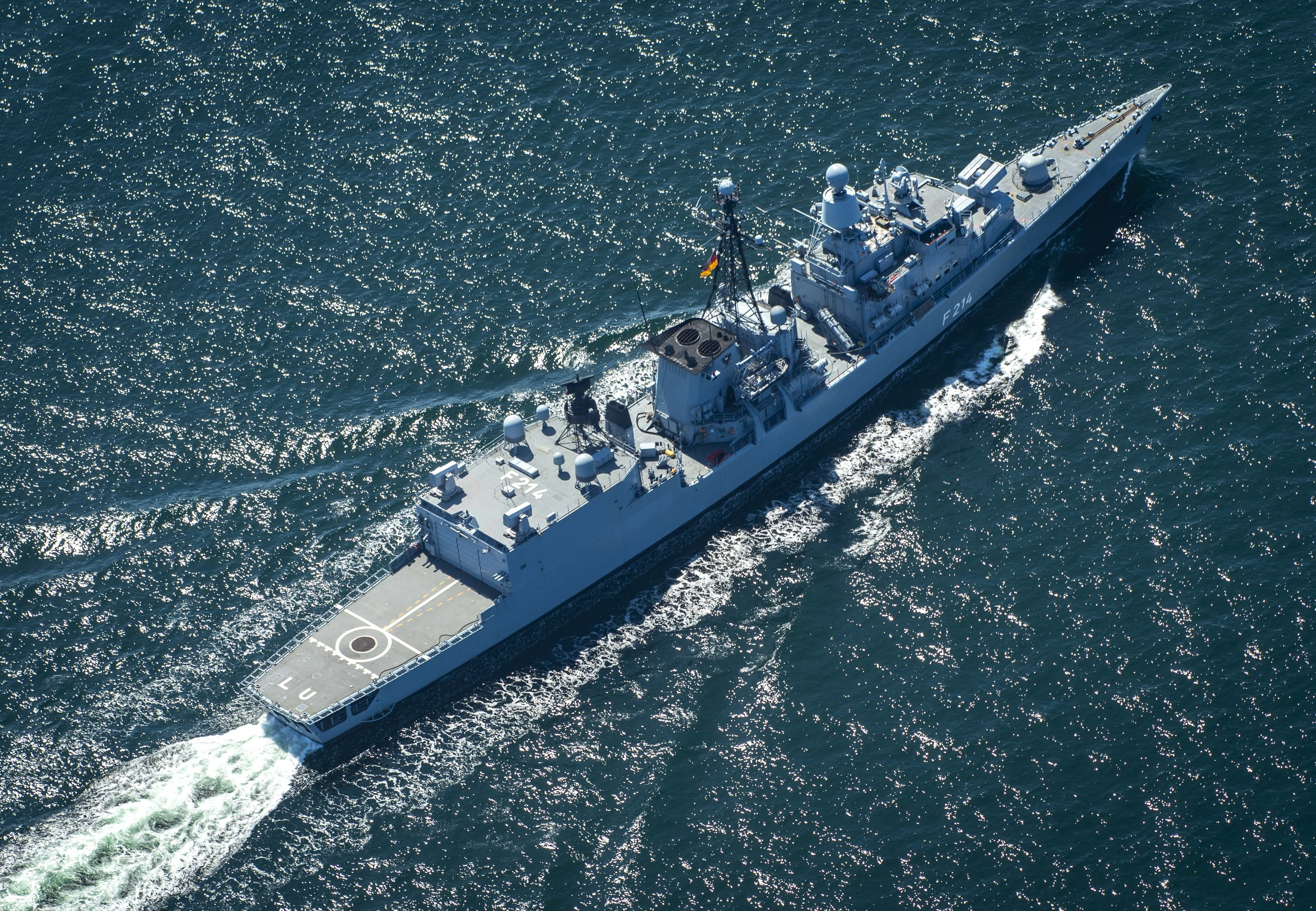
La frégate Lübeck de la marine allemande en route lors de l'exercice BALTOPS 20, le 8 juin 2020

## BALTOPS 2024 (53e)
BALTOPS 2024 s'est déroulé du 4 au 20 juin 2024. C'était le plus grand exerce BALTOPS jamais organisé et le premier dont tous les participants étaient membres de l'OTAN (après l'adhésion de la Suède à l'OTAN),.